# آکی یاشیرو
آکی یاشیرو (انگلیسی: Aki Yashiro; ۲۹ اوت ۱۹۵۰ – ۳۰ دسامبر ۲۰۲۳) خواننده اهل ژاپن بود. وی بین سال‌های ۱۹۷۱ تا ۲۰۲۳ میلادی فعالیت می‌کرد.
وی همچنین برندهٔ جوایزی همچون جوایز ضبط ژاپن شده است.